# Aporus
Aporus ist eine Gattung der Wegwespen (Pompilidae). In Europa treten fünf Arten auf.

## Merkmale
Bei den Arten der Gattung Aporus handelt es sich um kleine bis mittelgroße, hauptsächlich schwarze Wegwespen. Die vorderen Tergite sind bei den Weibchen mehr oder weniger rot. Ihr Kopf ist abgeflacht und dünn, der Körper ist langgestreckt. Kopf und Thorax sind kurz anliegend behaart. Die abgeflachte Stirnplatte (Clypeus) ist kurz und breit. Der apikale Rand ist abgerundet. Das Labrum ist von der Stirnplatte verdeckt. Die Mandibeln sind kräftig und haben zwei zusätzliche Zähnchen. Die Fühler sind bei beiden Geschlechtern verkürzt, der Scapus ist bei den Weibchen seitlich abgeflacht, bei den Männchen ist er zylindrisch. Sowohl Maxillar- als auch Labialpalpen sind kurz. Das Pronotum ist dorsal abgeflacht und länger als das Mesoscutum. Das dreieckige Schildchen (Scutellum) ist klein. Das Metapostnotum ist nur von der Seite sichtbar, dorsal ist es durch das Metanotum verdeckt. Das Propodeum ist verlängert und dorsal abgeflacht. Die Schenkel (Femora) der Vorderbeine sind bei den Weibchen verdickt, die Tarsenglieder sind verkürzt und ohne Tarsalkamm. Die Klauen sind einfach bedornt. Die Dorne der Schienen (Tibien) der mittleren und hinteren Beine sind schwärzlich. Die Flügel sind langgestreckt, bräunlich getönt und haben zwei Submarginalzellen.

## Lebensweise
Die Wespen besiedeln vorwiegend offene und sonnige Lebensräume. Sie graben keine eigenen Nester, sondern paralysieren Spinnen in deren Versteck. Die Larve der Wespe entwickeln sich am Boden des Verstecks. Gejagt werden Spinnen der Familie Atypidae.

## Arten (Europa)
- Untergattung Aporus
  - Aporus andradei Wolf, 1970
  - Aporus bicolor Spinola, 1808
  - Aporus pollux (Kohl, 1888)
  - Aporus unicolor Spinola, 1808
- Untergattung Planiceps
  - Aporus planiceps (Latreille, 1809)

## Belege